# San Barnaba de Porta

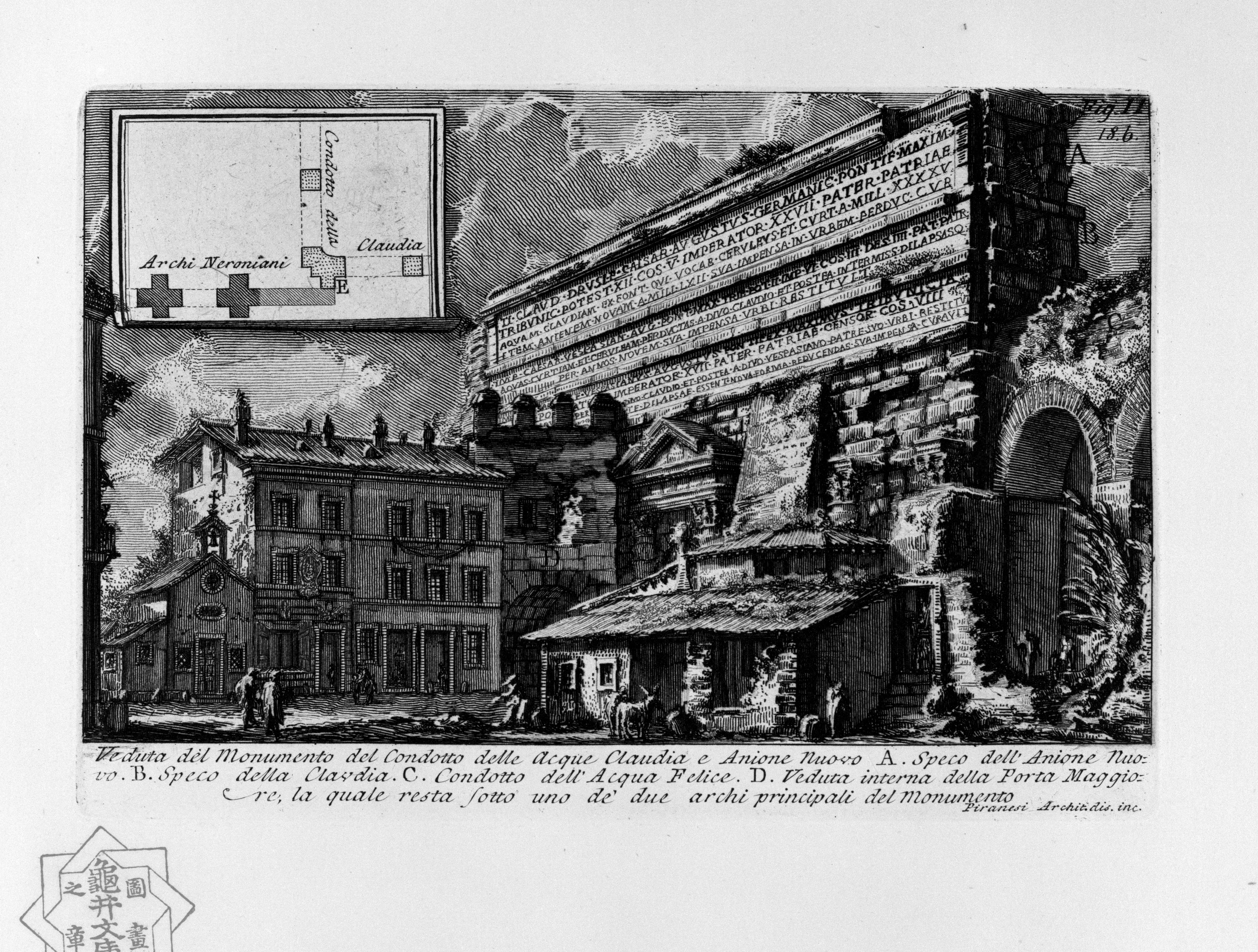
Gravura da Porta Maggiore de Piranesi (c. 1784). A pequena igreja é claramente visível à esquerda.

San Barnaba de Porta era uma obscura igreja de Roma construída ao lado e no interior da Porta Maggiore, no que é hoje a Piazza di Porta Maggiore, no rione Esquilino. Aparentemente construída no século XVIII, foi demolida no século XIX quando a porta foi liberada de construções posteriores. Era dedicada a São Barnabé.

## História

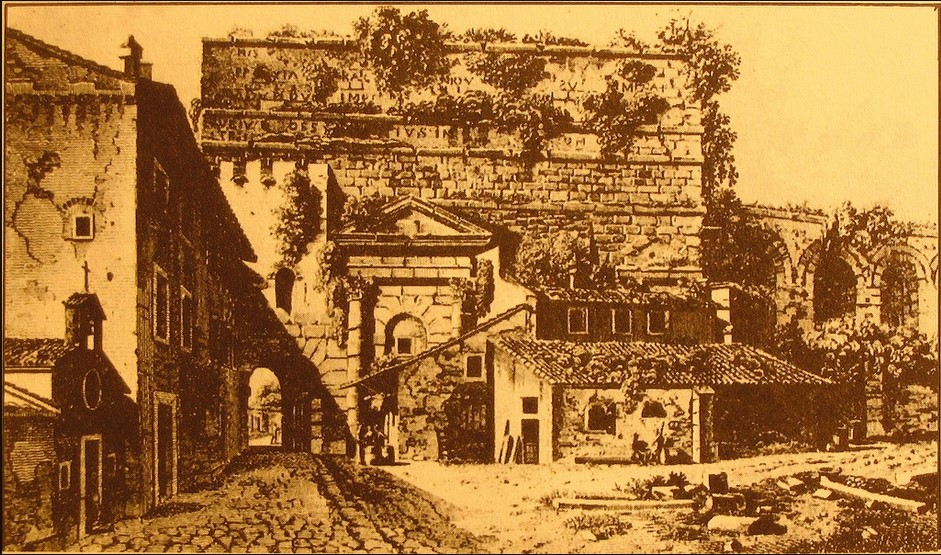
Primeira gravura de Luigi Rossini (c. 1825) mostrando a igreja (à esquerda) de outra posição.

De história quase desconhecida, esta igreja aparece em três gravuras do século XVIII. A primeira é de Giovanni Battista Piranesi, de 1784. Ela mostra um pequeno edifício retangular com um pequeno anexo geminado à esquerda. A fachada tem uma única porta flanqueada por duas janelas verticais retangulares com molduras barrocas, que ocupam toda a largura da fachada de cada um dos lados. Sobre a porta está uma cartela da mesma largura que o portal e no frontão está um óculo (ou tondo). No cimo do frontão está um gablete menor abrigando um único sino e com uma cruz no topo. 
A segunda e a terceira gravuras são de Luigi Rossini, de 1825 e 1850 respectivamente, mostrando o mesmo edifício a partir da lateral. 
Segundo Mariano Armellini (1891), nenhum dos catálogos antigos cita esta igreja, com exceção de um catálogo de Turim do século XIV, no qual era chamada de ecclesia sancti Barnabae de Porta. A partir dele se sabe que ela ficava perto da Porta Maggiore e por isso era chamada de San Barnaba de Porta e que era servida por um único sacerdote.

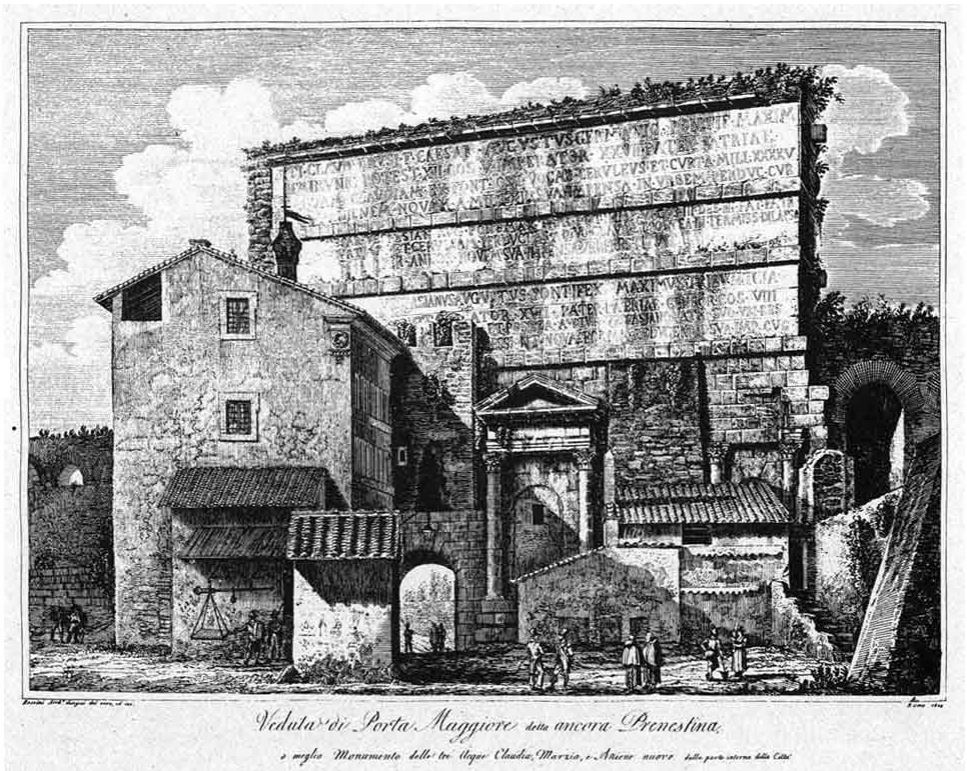
A segunda gravura de Luigi Rossini (c. 1850) mostrando a pequena igreja de lado, o que revela seu tamanho diminuto, já sem o gablete com o sino.

Antes do século XIX, a Porta Maggiore e as estruturas vizinhas ficavam isoladas em campo aberto. As gravuras mostram um terraço de duas casas com três andares do lado esquerdo do lado de fora do portal e uma casa de fazenda do lado direito. Na época, apenas um dos arcos estreitos da porta estava aberto para a via. A capela ficava anexa no final deste terraço e supostamente servia à população local e à guarnição da porta. O Mapa de Nolli (1748) mostra um terreno vazio onde a capela ficaria e, se isto estiver correto, ela teria sido construída logo depois.
O papa Gregório XVI determinou que a porta fosse liberada de todos os acréscimos posteriores em 1838, data na qual se acredita que a capela tenha sido destruída. Porém, Rossini publicou sua segunda gravura em 1850 ainda mostrando a capela, mas já sem o pequeno gablete com o sino no topo, o que pode significar que ela teria sido desconsagrada. Seja como for, ela não estava mais ali em 1870.
O local exato é marcado pelo trilho do tram do outro lado da área gramada da Porta Maggiore do lado da cidade, logo ao norte do triângulo formado pelos trilhos.